# Chromochokwea
Chromochokwea is een geslacht van rechtvleugeligen uit de familie veldsprinkhanen (Acrididae). De wetenschappelijke naam van dit geslacht is voor het eerst geldig gepubliceerd in 1983 door Jago.

## Soorten
Het geslacht Chromochokwea omvat de volgende soorten:
- Chromochokwea backlundi Uvarov, 1953
- Chromochokwea fitzgeraldi Uvarov, 1953